# Officine Alfieri Maserati
Pour les articles homonymes, voir Maserati.
L'Officine Alfieri Maserati, était la branche chargée de l'engagement en compétition des voitures de la marque Maserati. La marque italienne, fondée en 1914 par Alfieri Maserati, s'est impliquée officiellement en Grand Prix à partir de 1926, puis dans le championnat du monde de Formule 1 et le championnat du monde des voitures de sport jusqu'en 1957.

## Historique
La première victoire officielle de Maserati en Grand Prix remonte au Grand Prix de Tripoli 1930 grâce au pilote Baconin Borzacchini. En 1933 Maserati remporte deux des cinq épreuves majeures de la saison, le Grand Prix de France et Grand Prix de Belgique. En 1939 et 1940 l'américain Wilbur Shaw remporte à deux reprises l'épreuve prestigieuse des 500 miles d'Indianapolis sur une Maserati 8CTF. En 1948, Giuseppe Farina remporte le Grand Prix de Monaco.
Maserati s'engage officiellement en tant qu'écurie d'usine dès le premier Grand Prix de l'histoire comptant pour le championnat du monde de Formule 1. En 1953, 1954 et 1957 Juan Manuel Fangio permet à l'écurie de remporter sept victoires. Stirling Moss remporte également deux Grands Prix en 1956. 
A partir de 1953, l'écurie est également engagée dans le Championnat du monde des voitures de sport
À la suite de problèmes financiers, la marque se retire officiellement de la compétition automobile en 1958. Durant les années suivantes des écuries privées continues néanmoins  d'utiliser les voitures ou les moteurs Maserati. La dernière victoire impliquant Maserati en Formule 1 survient en 1967 lors Grand Prix d'Afrique du Sud, remportée par Pedro Rodriguez sur une Cooper motorisée par Maserati.
Au cours des dernières années, après le rachat de la marque par Ferrari, Maserati a commencé son retour en compétition lors du Trofeo Pirelli Vodafone et proposant à des écuries clientes des modèles de courses de type Grand tourisme. À partir de 2004, Maserati participe au Championnat FIA GT en coopération avec l'écurie allemande Vitaphone Racing. La Maserati MC12, permet de remporter le titre constructeur en 2005, 2006, 2007, 2008 et 2009, puis en 2010 lors de la première édition du Championnat du monde FIA GT1.
En 2022, la marque italienne annonce son retour à la compétition à l'occasion du Championnat du monde de Formule E FIA 2022-2023, à travers l'écurie Maserati MSG Racing.

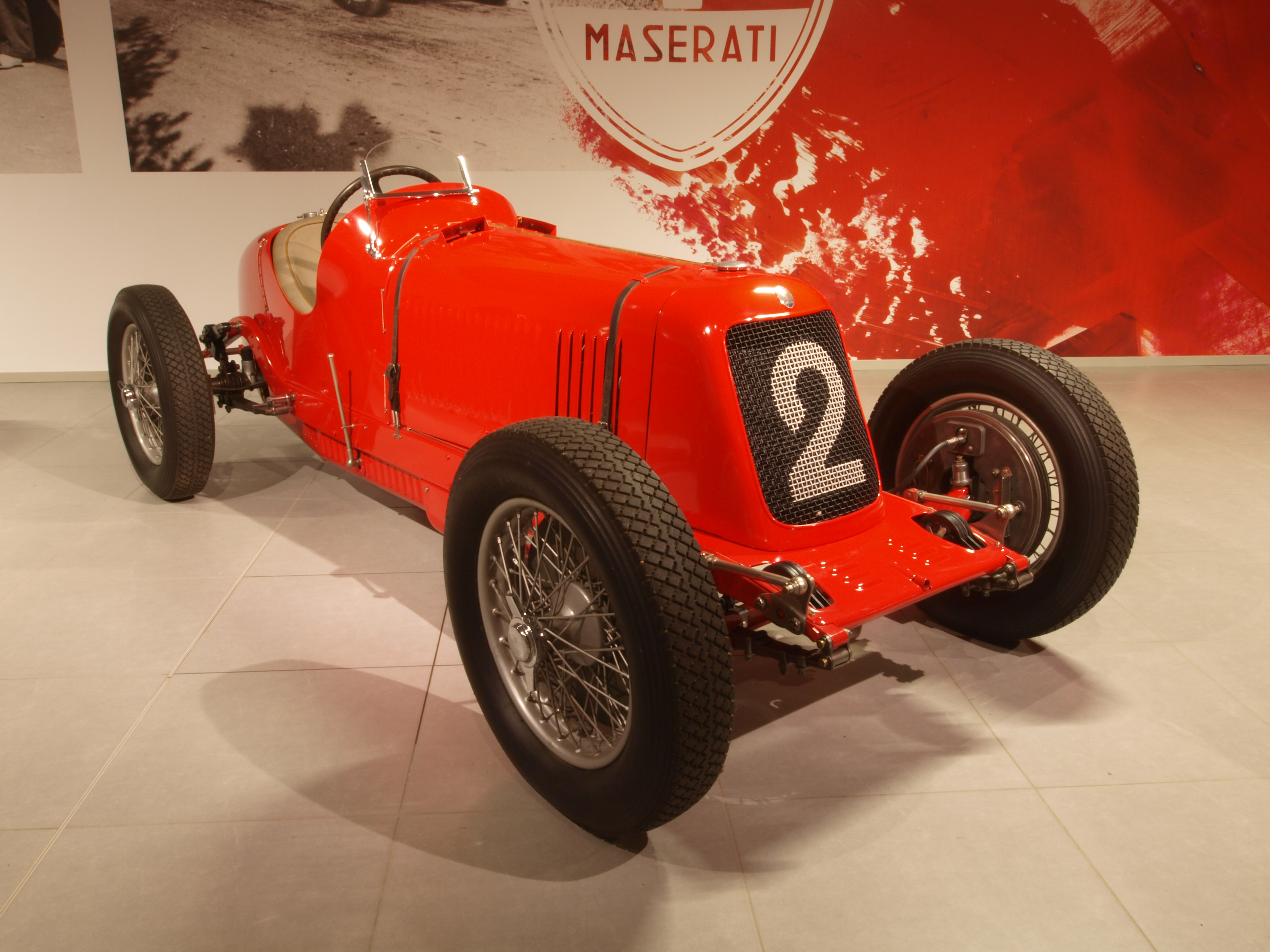
Maserati 4 CM 2000 (1933).
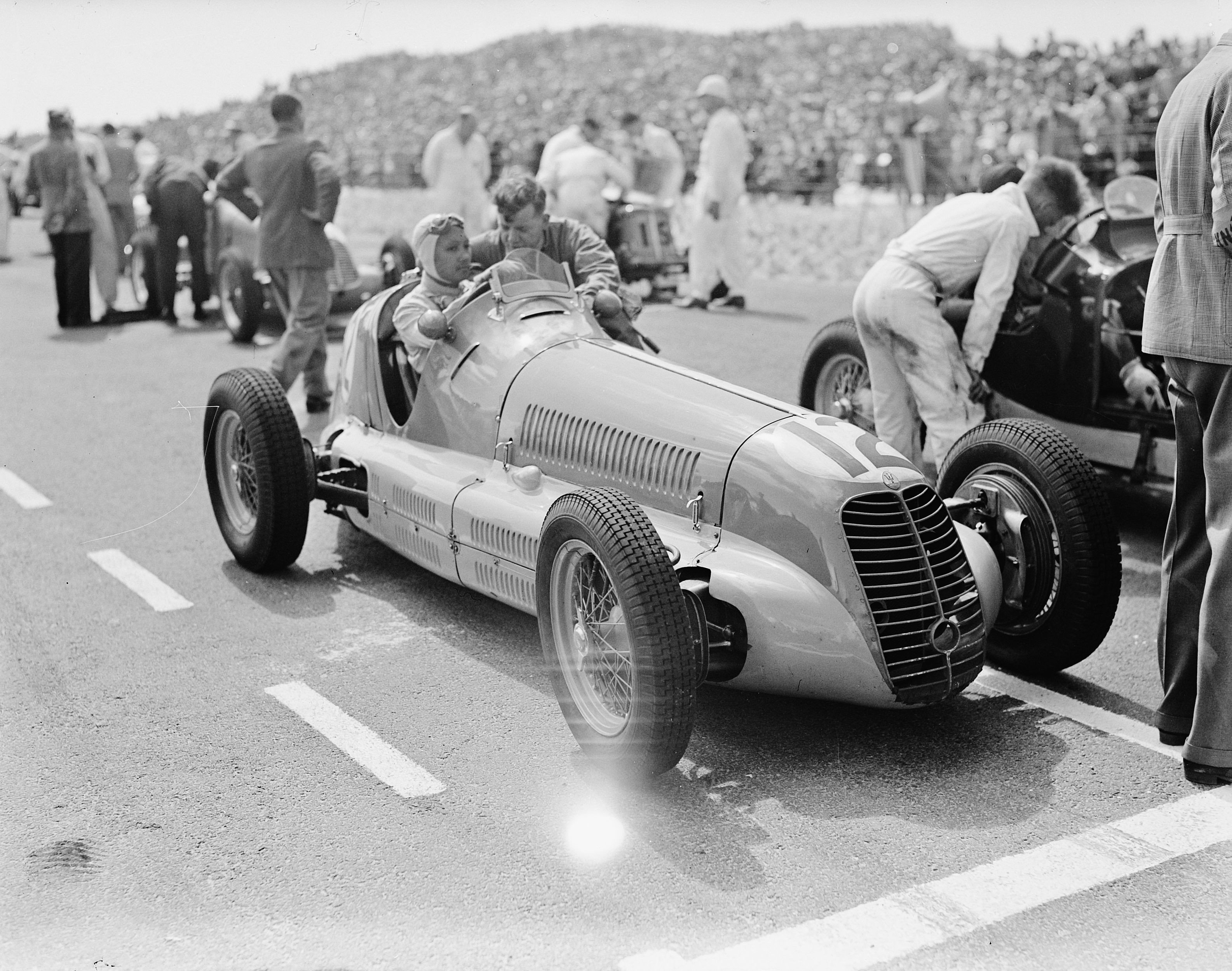
Maserati 4CL (1948).
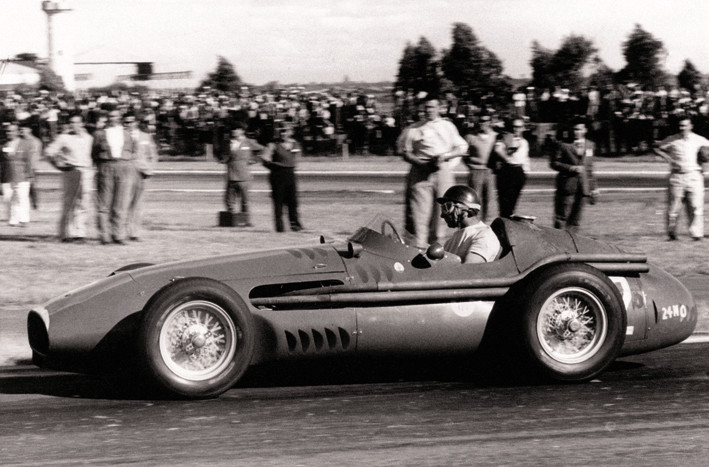
Fangio sur Maserati 250F (1954).
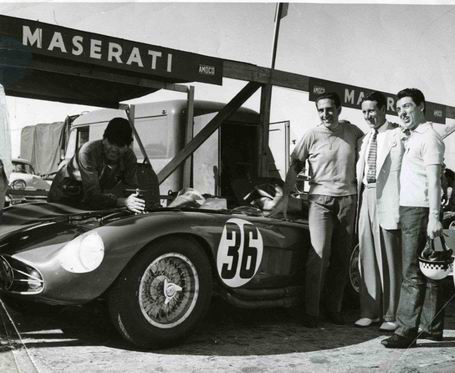
Perdisa et Valenzano sur Maserati 300S (1955)
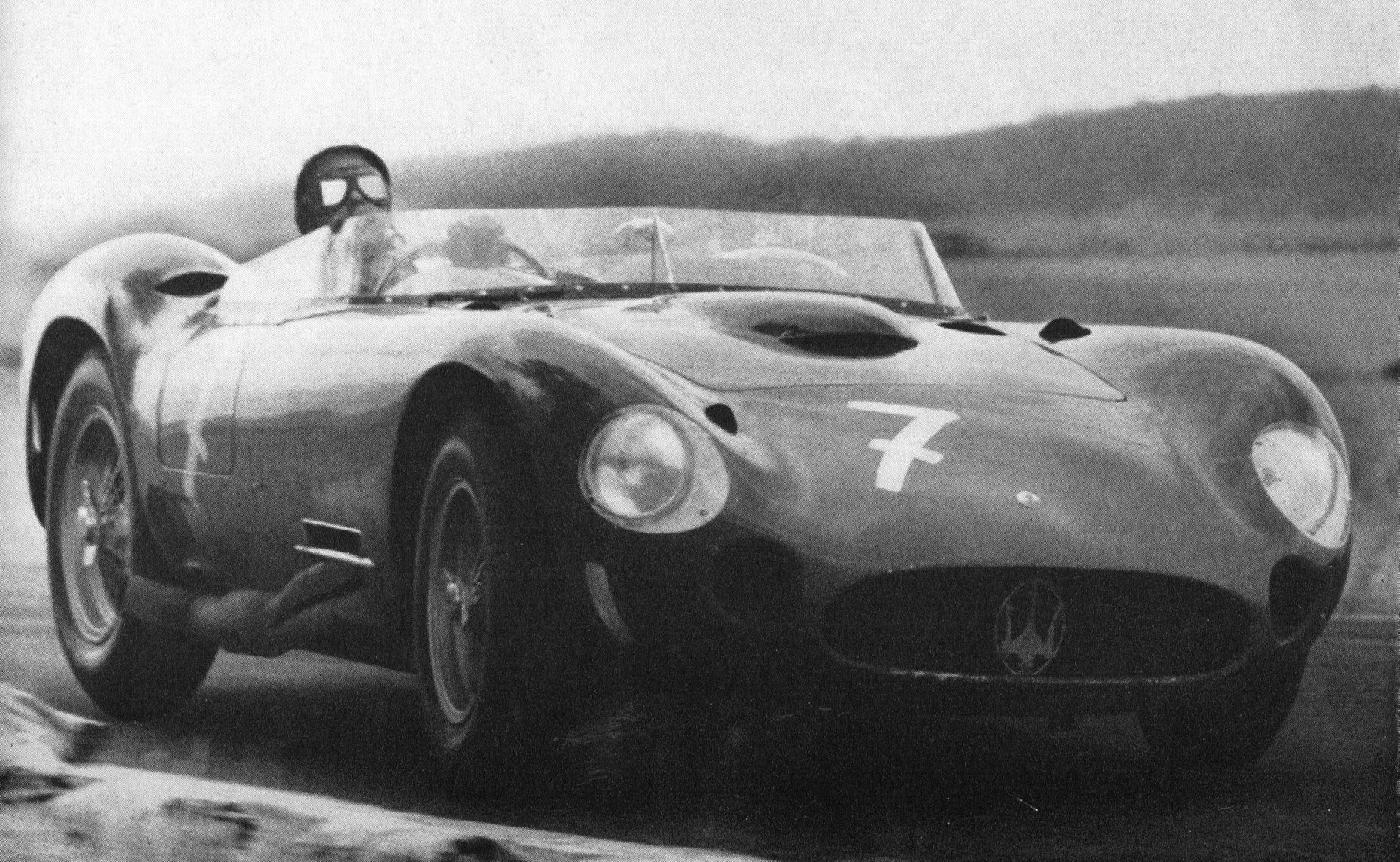
Behra sur Maserati 450S (1957)

## Résultats en championnat du monde de Formule 1
| Saison | Écurie                    | Châssis                      | Moteur   | Pneus   | Pilotes | Grands Prix disputés | Points inscrits par les pilotes |
| ------ | ------------------------- | ---------------------------- | -------- | ------- | --- | -------------------- | ------------------------------- |
| 1950   | Officine Alfieri Maserati | Maserati 4CLT/48             | Maserati | Pirelli | Louis Chiron Franco Rol | 5                    | 4                               |
| 1952   | Officine Alfieri Maserati | Maserati A6GCM               | Maserati | Pirelli | Felice Bonetto Franco Rol José Froilán González | 1                    | 8,5                             |
| 1953   | Officine Alfieri Maserati | Maserati A6GCM               | Maserati | Pirelli | Juan Manuel Fangio José Froilán González Felice Bonetto Oscar Alfredo Gálvez Johnny Claes Onofre Marimón Hermann Lang Sergio Mantovani Luigi Musso                                            | 8                    | 58,5 (56,5 conservés)           |
| 1954   | Officine Alfieri Maserati | Maserati A6GCM Maserati 250F | Maserati | Pirelli | Juan Manuel Fangio Onofre Marimón Luigi Musso Prince Bira Sergio Mantovani Alberto Ascari Luigi Villoresi Roberto Mieres Stirling Moss Harry Schell Louis Rosier Francisco Godia Sales        | 8                    | 46,28                           |
| 1955   | Officine Alfieri Maserati | Maserati 250F                | Maserati | Pirelli | Jean Behra Roberto Mieres Sergio Mantovani Luigi Musso Carlos Menditéguy Clemar Bucci Harry Schell Cesare Perdisa André Simon Peter Collins Horace Gould                                      | 6                    | 23                              |
| 1956   | Officine Alfieri Maserati | Maserati 250F                | Maserati | Pirelli | Jean Behra Stirling Moss Carlos Menditéguy Chico Landi Gerino Gerini José Froilán González Cesare Perdisa Francisco Godia Sales Piero Taruffi Umberto Maglioli Luigi Villoresi Joakim Bonnier | 7                    | 64 (63 conservés)               |
| 1957   | Officine Alfieri Maserati | Maserati 250F                | Maserati | Pirelli | Juan Manuel Fangio Stirling Moss Jean Behra Carlos Menditéguy Harry Schell Giorgio Scarlatti Hans Herrmann Francisco Godia Sales                                                              | 7                    | 67 (61 conservés)               |

| Saison | Écurie                      | Châssis          | Moteur   | Pneus     | Pilotes | Grands Prix disputés |
| ------ | --------------------------- | ---------------- | -------- | --------- | --- | -------------------- |
| 1950   | Scuderia Ambrosiana         | Maserati 4CLT/48 | Maserati | Dunlop    | David Murray David Hampshire Reg Parnell                                                                                                | 3                    |
| 1950   | Joe Fry                     | Maserati 4CL     | Maserati | Dunlop    | Joe Fry | 1                    |
| 1950   | Brian Shawe-Taylor          | Maserati 4CL     | Maserati | Dunlop    | Brian Shawe-Taylor | 1                    |
| 1950   | Scuderia Enrico Platé       | Maserati 4CLT/48 | Maserati | Pirelli   | Toulo de Graffenried Prince Bira | 4                    |
| 1950   | Scuderia Achille Varzi      | Maserati 4CLT/48 | Maserati | Pirelli   | José Froilán González Alfredo Piàn Nello Pagani Toni Branca                                                                             | 2                    |
| 1950   | Scuderia Milano             | Maserati 4CLT/50 | Maserati | Pirelli   | Felice Bonetto Franco Comotti | 3                    |
| 1950   | Toni Branca                 | Maserati 4CL     | Maserati | Pirelli   | Toni Branca | 2                    |
| 1950   | Paul Pietsch                | Maserati 4CLT/48 | Maserati | Pirelli   | Paul Pietsch | 2                    |
| 1951   | Maserati Race Cars          | Maserati 8CTF    | Maserati | Firestone | Johnny McDowell | 1                    |
| 1951   | Scuderia Enrico Platé       | Maserati 4CLT/48 | Maserati | Pirelli   | Louis Chiron Harry Schell Toulo de Graffenried                                                                                          | 3                    |
| 1951   | Scuderia Milano             | Maserati 4CLT/50 | Maserati | Pirelli   | Onofre Marimón Paco Godia Juan Jover | 2                    |
| 1951   | Scuderia Ambrosiana         | Maserati 4CLT/48 | Maserati | Dunlop    | David Murray | 2                    |
| 1951   | Écurie Siam                 | Maserati 4CLT/48 | Maserati | Pirelli   | Prince Bira | 1                    |
| 1952   | Scuderia Enrico Platé       | Maserati 4CLT    | Maserati | Pirelli   | Toulo de Graffenried Harry Schell Alberto Crespo                                                                                        | 4                    |
| 1952   | Escuderia Bandeirantes (pt) | Maserati A6GCM   | Maserati | Pirelli   | Philippe Étancelin Gino Bianco Eitel Cantoni Chico Landi Jan Flinterman                                                                 | 5                    |
| 1953   | Escuderia Bandeirantes (pt) | Maserati A6GCM   | Maserati | Pirelli   | Chico Landi | 1                    |
| 1953   | Scuderia Milano             | Maserati A6GCM   | Maserati | Pirelli   | Chico Landi Prince Bira | 1                    |
| 1954   | Prince Bira                 | Maserati 250F    | Maserati | Pirelli   | Prince Bira | 5                    |
| 1954   | Scuderia Enrico Platé       | Maserati A6GCM   | Maserati | Pirelli   | Toulo de Graffenried Ottorino Volonterio                                                                                                | 2                    |
| 1955   | Écurie Rosier               | Maserati 250F    | Maserati | Pirelli   | Louis Rosier | 3                    |
| 1955   | Alberto Uria                | Maserati A6GCM   | Maserati | Pirelli   | Alberto Uria | 1                    |
| 1956   | Écurie Rosier               | Maserati 250F    | Maserati | Pirelli   | Louis Rosier | 3                    |
| 1956   | Alberto Uria                | Maserati A6GCM   | Maserati | Pirelli   | Alberto Uria Óscar González | 1                    |
| 1956   | Scuderia Centro Sud (en)    | Maserati 250F    | Maserati | Pirelli   | Luigi Villoresi Harry Schell Toulo de Graffenried                                                                                       | 3                    |
| 1957   | Scuderia Centro Sud (en)    | Maserati 250F    | Maserati | Pirelli   | Harry Schell Joakim Bonnier Masten Gregory Hans Herrmann André Simon                                                                    | 5                    |
| 1957   | Ottorino Volonterio         | Maserati 250F    | Maserati | Pirelli   | Ottorino Volonterio | 1                    |
| 1957   | Luigi Piotti                | Maserati 250F    | Maserati | Pirelli   | Luigi Piotti | 1                    |
| 1957   | H.H. Gould                  | Maserati 250F    | Maserati | Dunlop    | Horace Gould | 6                    |
| 1957   | Joakim Bonnier              | Maserati 250F    | Maserati | Pirelli   | Joakim Bonnier | 1                    |
| 1957   | Bruce Halford               | Maserati 250F    | Maserati | Dunlop    | Bruce Halford | 3                    |
| 1957   | Francesco Godia Sales       | Maserati 250F    | Maserati | Pirelli   | Paco Godia | 1                    |
| 1958   | Scuderia Sud Americana      | Maserati 250F    | Maserati | Pirelli   | Juan Manuel Fangio Carlos Menditéguy | 1                    |
| 1958   | Scuderia Centro Sud (en)    | Maserati 250F    | Maserati | Pirelli   | Gerino Gerini Masten Gregory Maurice Trintignant Wolfgang Seidel Joakim Bonnier Carroll Shelby Troy Ruttman Hans Herrmann Cliff Allison | 8                    |
| 1958   | Temple Buell                | Maserati 250F    | Maserati | Dunlop    | Carroll Shelby Masten Gregory | 2                    |
| 1959   | Scuderia Ugolini            | Maserati 250F    | Maserati | Dunlop    | Giorgio Scarlatti Carel Godin de Beaufort Giulio Cabianca                                                                               | 3                    |
| 1959   | Scuderia Centro Sud (en)    | Maserati 250F    | Maserati | Dunlop    | Fritz d'Orey | 2                    |
| 1960   | Ettore Chimeri              | Maserati 250F    | Maserati | Dunlop    | Ettore Chimeri | 1                    |
| 1960   | Giorgio Scarlatti           | Maserati 250F    | Maserati | Dunlop    | Giorgio Scarlatti | 1                    |
| 1960   | Nasif Estefano              | Maserati 250F    | Maserati | Dunlop    | Nasif Estefano | 1                    |
| 1960   | Antonio Creus               | Maserati 250F    | Maserati | Dunlop    | Antonio Creus | 1                    |
| 1960   | Gino Munaron                | Maserati 250F    | Maserati | Dunlop    | Gino Munaron | 1                    |
| 1960   | Horace Gould                | Maserati 250F    | Maserati | Dunlop    | Horace Gould | 1                    |

## Résultats en championnat du monde des voitures de sport
| Saison | Écurie                    | Châssis        | Moteur   | Pneus   | Pilotes                                                                      | Courses disputées | Points inscrits | Classement |
| ------ | ------------------------- | -------------- | -------- | ------- | ---------------------------------------------------------------------------- | ----------------- | --------------- | ---------- |
| 1953   | Officine Alfieri Maserati | Maserati A6GCS | Maserati | Pirelli | Emilio Giletti Guerino Bertocchi Luigi Musso Sergio Mantovani Onofre Marimón | 2                 | 1               | 13e        |
| 1954   | Officine Alfieri Maserati | Maserati A6GCS | Maserati | Pirelli | Luigi Musso Ferdinando Gatta Emilio Giletti Bruno Venezian Massimo Orlandi   | 6                 | 7               | 5e         |
| 1955   | Officine Alfieri Maserati | Maserati 300S  | Maserati | Pirelli | Luigi Musso Franco Bordoni Gino Valenzano Jean Behra Francesco Giardini      | 6                 | 13              | 4e         |
| 1956   | Officine Alfieri Maserati | Maserati 300S  | Maserati | Pirelli | Piero Taruffi Harry Schell Jean Behra Stirling Moss                          | 5                 | 18              | 2e         |
| 1957   | Officine Alfieri Maserati | Maserati 450S  | Maserati | Pirelli | Jean Behra Stirling Moss Giorgio Scarlatti Juan Manuel Fangio                | 7                 | 25              | 2e         |

## Résultats en championnat d'Europe des pilotes
| Saison | Écurie                    | Châssis                      | Moteur                           | Pilotes                                                                                    | Grands Prix disputés | Victoires | Podium |
| ------ | ------------------------- | ---------------------------- | -------------------------------- | ------------------------------------------------------------------------------------------ | -------------------- | --------- | ------ |
| 1931   | Officine Alfieri Maserati | Maserati 26M                 | Maserati 2.8 L8 Maserati 2.5 L8  | Luigi Fagioli Ernesto Maserati Clemente Biondetti Luigi Parenti René Dreyfus Pietro Ghersi | 1                    | 0         | 1      |
| 1932   | Officine Alfieri Maserati | Maserati V5 Maserati 8C 2800 | Maserati 5.0 V16 Maserati 2.8 L8 | Luigi Fagioli Ernesto Maserati Amedeo Ruggeri                                              | 2                    | 0         | 1      |
| 1938   | Officine Alfieri Maserati | Maserati 8CTF                | Maserati 3.0 L8                  | Carlo Felice Trossi Luigi Villoresi Goffredo Zehender                                      | 1                    | 0         | 0      |
| 1939   | Officine Alfieri Maserati | Maserati 8CTF                | Maserati 3.0 L8                  | Paul Pietsch Luigi Villoresi                                                               | 2                    | 0         | 1      |